# مفیستو
مفیستو (مجاری: Mephisto) یک فیلم درام به کارگردانی ایشتوان سابو است که در سال ۱۹۸۱ منتشر شد. از بازیگران آن می‌توان به کلاوس ماریا برانداور و کریستیانا یاندا اشاره کرد.
این فیلم بر پایهٔ رمانی به همین نام اثرِ کلاوس مان ساخته شده و در سال ۱۹۸۱ میلادی، برندهٔ جایزه اسکار بهترین فیلم بین‌المللی شد.همچنین در همان سال و در سی و چهارمین دوره جشنواره فیلم کن، برندهٔ جایزه بهترین فیلم‌نامه جشنواره کن و جایزهٔ فدراسیون بین‌المللی منتقدان فیلم شد.